# جون مادن
جون مادن (بالإنجليزية: John Madden)‏ هو لاعب كرة قدم أمريكية أمريكي، ولد في 10 أبريل 1936 في أوستين في الولايات المتحدة.

## وصلات خارجية
- جون مادن على موقع IMDb (الإنجليزية)
- جون مادن على موقع ميوزك برينز (الإنجليزية)
- جون مادن على موقع إن إن دي بي (الإنجليزية)
- جون مادن على موقع قاعدة بيانات الفيلم (الإنجليزية)